# Igor Sklear
Igor Sklear (în rusă Игорь Борисович Скляр; n. 18 decembrie 1957, Kursk, RSFS Rusă, URSS) este un actor și cântăreț rus.